# Tiranet camafí
El tiranet camafí (Zimmerius gracilipes) és un ocell de la família dels tirànids (Tyrannidae).

## Hàbitat i distribució
Habita el bosc i vegetació secundària de les tTerres baixes de l'est de Colòmbia, sud de Veneçuela, oest de l'Amazònia de Brasil, est del Perú i nord de Bolívia. Sud-est de Veneçuela.